# Samsung Galaxy Home
Samsung Galaxy Home je chytrý reproduktor vyvinutý společností Samsung Electronics. Reprodukor byl oficiálně představen s Galaxy Note 9 a Galaxy Watch 9. srpna 2018 na Samsung Galaxy Unpacked 2018.

## Specifikace

### Hardware
Galaxy Home je ve tvaru vázy. Horní část má skleněné dotykové rozhraní, ovládání hlasitosti a má osvětlený kruh a AKG logo. Galaxy Home stojí na třech podstavcích. Reproduktor je vybaven 8 mikrofony.

### Software
Reproduktor je vybaven hlasovým asistentem Bixby, kterého lze aktivovat frází "Hi, Bixby". Funkce Bixbyho na Galaxy Home jsou podobné jako například v mobilním telefonu Galaxy Note 9.
Reproduktor je vybaven funkcí SmartThing Hub, která umožňuje ovládat další chytré spotřebiče kompatibilní s SmartThing Hub. Výchozí hudební přehrávač je Spotify a lze jej ovládat pomocí hlasu. Přehrávání zvuku lze přepínat mezi chytrými zařízeními Samsung, například na TV, chytrou lednici, do mobilního telefonu…